# Giovanni da Otranto
Giovanni da Otranto, detto anche Giovanni Grasso (Otranto, ...), è un notaio e poeta italiano del XIII secolo.

## Biografia
Di origine bizantina, proveniente dalla Terra d'Otranto, fu attivo durante il regno di Federico II di Svevia, di cui fu notaio imperiale. Allievo del monaco Nicola di Otranto - detto Nettario - presso il Monastero di San Nicola di Casole, conosceva il greco e il latino, di cui fu professore, e scrisse numerosi versi in onore dell'imperatore germanico.
Fu amico e corrispondente epistolare di importanti figure di frequentatori di quell'ultimo centro di cultura greca che era rimasto il cenobio casulano: oltre al maestro Nettario, vi si contano Giorgio Bardanes (vescovo metropolita di Corfù) e il cartofilace Giorgio di Gallipoli.
Fu padre del poeta Nicola.
Ignote sono data e luogo di morte.